# NK Krka
Le NK Krka est un club slovène de football basé à Novo Mesto dans la région de Basse-Carniole. Fondé en 1922, il évolue actuellement en première division.

## Histoire
Le club est sacré champion de deuxième division en 1991-1992.